# 羅莫珠單抗
羅莫珠單抗（英語：Romosozumab），商品牌名益穩挺（英語：Evenity），是治疗骨質疏鬆症的皮下注射药物。它能降低脊柱骨折的风险。
常见副作用包括头痛、关节痛和过敏。它可能增加心肌梗死和中風风险。其他副作用包括可能低鈣血症。它是一种单克隆抗体，結合並阻断骨硬化蛋白的作用。它可以增加骨骼形成并减少骨骼分解。
羅莫珠單抗于 2019 年在美国和欧洲獲得医疗使用許可 。